# غولدمان ساكس
غولدمان ساكس (بالإنجليزية: The Goldman Sachs Group, Inc) هي مؤسّسة خدمات ماليَّة وإستثماريَّة أمريكيَّة متعددة الجنسيَّات، تُعدّ من أشهر المؤسسات المصرفيَّة في الولايات المتَّحدة والعالم، يقع مقرها في مبنى غولدمان ساكس الرئيسيّ، في شارع 200 غرب مانهاتن السفلى في مدينة نيويورك. غولدمان ساكس تعمل في أكثر من 30 دولة ولديها 6 فروع إقليمية وأكثر من 100 مكتب و 35,000 موظف، ولديها أكثر من 850 مليار دولار أمريكي من إجمالي الأصول. المجالات الرئيسية لأعمال المؤسسة هي إدارة الثروات العالميَّة، الخدمات المالية المؤسسيَّة، إدارة الإستثمار، بالإضافة إلى خدمات عمليات الإندماج والإستحواذ، خدمات التأمين، إدارة الأصول، والوساطات المالية الكبرى لعملائها من الشركات والحكومات والأفراد. تشارك المؤسسة أيضًا في صناعة السوق وصفقات الأسهم الخاصة، بالإضافة إلى كونها مُضارب رئيسي في سوق الأوراق المالية التابع للخزانة الأمريكيَّة.
تأسست الشركة في عام 1869 على يد ماركوس غولدمان، وفي عام 1882 أصبح زوج إبنته صموئيل ساكس شريكاً في الأعمال. في عام 1885 إنضم إبنه هنري وزوج إبنته لودفيغ درايفوس إلى الأعمال التجارية الخاصة بالمؤسسة، وتم إعتماد إسمها الحالي غولدمان ساكس وشركاءه. ومنذ إنشائها حققت المؤسسة لنفسها مكانة متميزة في مجالات التعاملات المالية والتجارية وريادة الأعمال، وإنضمت عام 1896 إلى بورصة نيويورك. بعد الأزمة المالية العالمية في 2007 - 2008 تم تحويل المؤسسة مع نظيراتها مورغان ستانلي، وجي بي مورغان شايس، وبانك أوف أمريكا ميريل لانش من مصارف إستثمارية متخصصة إلى مصارف شاملة الأنشطة التجارية والإستثمارية.

## التاريخ

### التأسيس والإنشاء
تأسست شركة غولدمان ساكس في مدينة نيويورك عام 1869 على يد ماركوس جولدمان. في عام 1882، انضم صموئيل ساكس صهر غولدمان إلى الشركة. في عام 1885، اصطحب غولدمان ابنه هنري وصهره لودفيج دريفوس إلى العمل واعتمدت الشركة اسمها الحالي، غولدمان ساكس وشركاه. كانت الشركة رائدة في استخدام الأوراق التجارية لأصحاب المشاريع وانضمت إلى بورصة نيويورك (NYSE) في عام 1896. بحلول عام 1898، بلغ رأس مال الشركة 1.6 مليون دولار.
دخلت غولدمان سوق الاكتتاب العام الأولي في عام 1906 عندما اتخذت شركة سيرز ورويبوك وشركاه للاكتتاب العام. تم تسهيل الصفقة من خلال صداقة هنري غولدمان الشخصيَّة مع جوليوس روزنوالد، صاحب شركة سيرز. وتبع ذلك اكتتابات عامة أخرى، بما في ذلك إف دبليو وولوورث وكونتيننتال كان. في عام 1912، أصبح هنري س. باورز أول عضو غير عضو في العائلة المؤسسة يصبح شريكًا للشركة ويشترك في أرباحها.
في عام 1917، استقال هنري غولدمان تحت ضغط متزايد من الشُركاء الآخرين في الشركة بسبب موقفه المؤيد لألمانيا. اكتسبت عائلة ساكس السيطرة الكاملة على الشركة حتى انضم واديل كاتشينغز إلى الشركة في عام 1918. بحلول عام 1928، كانت كاتشنغز شريك غولدمان بأكبر حصة في الشركة.
في 4 ديسمبر 1928، أطلقت الشركة مؤسسة غولدمان ساكس التجاريَّة، وهو رأسمال مغلق. فشل الصندوق خلال انهيار سوق الأوراق انهيار وول ستريت (1929)، وسط اتهامات بتورط بنك جولدمان ساكس في التلاعب في أسعار الأسهم والتداول من الداخل.

### منتصف القرن العشرين
في عام 1930، أطاحت الشركة بشركة كاتشنغز، وتولى سيدني واينبرج دور الشريك الرئيسيّ وحول تركيز غولدمان بعيدًا عن التجارة ونحو الاستثمار المصرفيّ. ساعدت تصرفات واينبرغ في استعادة بعض سمعة غولدمان المُلطخة. تحت قيادة واينبرغ، كان غولدمان المستشار الرئيسيّ للاكتتاب العام لشركة شركة فورد للسَّيارات في عام 1956، وهو انقلاب كبير في وول ستريت في ذلك الوقت. في عهد واينبرغ، بدأت الشركة قسم أبحاث الاستثمار وقسم السندات البلدية، وأصبحت من أوائل المُبتكرين في موازنة المخاطر [الإنجليزية].
في الخمسينيات من القرن الماضي، انضم جوس ليفي إلى الشركة كتاجر في الأوراق الماليَّة، حيث قاتلت قوتان من أجل السّيادة، واحدة من الخدمات المصرفيَّة الاستثماريَّة والأخرى من تداول الأوراق المالية. كان ليفي رائدًا في تجارة الكتل وأنشأت الشركة هذا الاتجاه تحت إشرافه. بسبب تأثير واينبرغ الكبير، شكلت الشركة قسمًا للخدمات المصرفيَّة الاستثماريَّة في عام 1956 في محاولة لتحويل التركيز عن واينبرغ.
في عام 1969، تولى ليفي دور واينبرغ كشريك أول وبنى الامتياز التجاريّ لـ غولدمان مرة أخرى. يُنسب إلى ليفي فلسفة جولدمان الشهيرة المتمثلة في كونه «جشعًا على المدى الطويل»، مما يعني أنه طالما يتم جني الأموال على المدى الطويل، فإن الخسائر قصيرة المدى يُمكن تحملها. في الوقت نفسه، أعاد الشركاء استثمار جميع أرباحهم تقريبًا في الشركة. في نفس العام، تقاعد واينبرغ من الشركة. [بحاجة لمصدر]
حدثت أزمة مالية أخرى للشركة في عام 1970، عندما أفلست شركة بِن المركزية للنقل مع وجود أكثر من 80 مليون دولار من الأوراق التجارية المعلقة، معظمها صادر عن طريق غولدمان ساكس. كان الإفلاس كبيرًا، وكانت الدعاوى القضائية الناتجة، ولا سيما من قبل هيئة الأوراق المالية والبورصات، تهدد رأس مال الشراكة وحياة وسمعة الشركة. كان هذا الإفلاس هو الذي أدى إلى تصنيفات ائتمانية لكل مُصدر للورق التجاريّ اليوم من خلال العديد من خدمات التصنيف الائتمانيّ.
تحت إشراف الشريك الأول ستانلي آر ميللر، افتتحت الشركة أول مكتب دولي لها في لندن عام 1970 وأنشأت قسمًا للثروة الخاصة جنبًا إلى جنب مع قسم الدخل الثابت في عام 1972.[بحاجة لمصدر] كانت رائدة "الفارس الأبيض" "إستراتيجية في عام 1974 خلال محاولاتها للدفاع عن بطارية التخزين الكهربائية ضد عرض استحواذ عدائي من شركة النيكل الدولية ومنافس غولدمان، مورغان ستانلي. تولى جون إل واينبرج (ابن سيدني واينبرج) وجون سي وايتهيد أدوار الشركاء الرئيسيّين المشاركين في عام 1976، مؤكدين مرة أخرى على القيادة المشتركة في الشركة. كانت إحدى مبادراتهم إنشاء 14 مبدأ عمل لا تزال الشركة تدعي تطبيقها.

### أواخر القرن العشرين
في 16 نوفمبر 1981، استحوذت الشركة على شركة جيه آرون وشركاه، وهي شركة لتجارة السلع اندمجت مع قسم الدخل الثابت لتصبح معروفة باسم الدخل الثابت والعملات والسلع. [ شارك جي آرون في أسواق القهوة والذهب، وانضم الرئيس التنفيذيّ السابق لشركة غولدمان، لويد بلانكفين، إلى الشركة نتيجة لهذا الاندماج. في عام 1985 قامت بالاكتتاب العام لصندوق الاستثمار العقاري الذي يمتلك مركز روكفلر، ثم أكبر عرض REIT في التاريخ. وفقًا لبداية تفكك الاتحاد السوفيتي، انخرطت الشركة أيضًا في تسهيل حركة الخصخصة العالميَّة من خلال تقديم المشورة للشركات التي كانت منفصلة عن الحكومات الأم.
في عام 1986، قامت الشركة بتأسيس شركة غولدمان ساكس لإدارة الأصول، والتي تدير غالبية صناديقها المشتركة وصناديق التحوط اليوم. في نفس العام، قامت الشركة أيضًا بالاكتتاب في الاكتتاب العام لشركة مايكروسوفت، وقدمت المشورة لشركة جنرال إلكتريك بشأن استحواذها على RCA،  وانضمت إلى بورصتي لندن وطوكيو، وأصبحت أول بنك أمريكيّ يصنف ضمن أكبر 10 عمليات اندماج وعمليات الاستحواذ في المملكة المتَّحدة. [بحاجة لمصدر] خلال الثمانينيَّات، أصبحت الشركة أول بنك يوزع أبحاثه الاستثمارية إلكترونيًا وأنشأ أول طرح عام لسندات الخصم العميق ذات الإصدار الأصليّ.
تولى روبرت روبن وستيفن فريدمان شراكة الرئيس المشارك في عام 1990 وتعهدا بالتركيز على عولمة الشركة لتقوية خطوط أعمال الدمج والاستحواذ والتجارة. خلال فترة عملهم كشركاء كبار مشاركين، قدمت الشركة التداول غير الورقي إلى بورصة نيويورك وقادت أول عرض للدين العالمي من قبل شركة أمريكيَّة. [بحاجة لمصدر] في عام 1994، أطلقت أيضًا شركة مؤشر السلع غولدمان ساكس (GSCI) وافتتح أول مكتب لها في الصين في بكين. في نفس العام، أصبح جون كورزين الرئيس التنفيذي بعد رحيل روبين وفريدمان. كان روبن قد تعرض لانتقادات في الكونجرس لاستخدامه حساب وزارة الخزانة تحت سيطرته الشخصية لتوزيع 20 مليار دولار لإنقاذ السندات المكسيكية، والتي كان جولدمان موزعًا رئيسيًا لها. في 22 نوفمبر 1994، اعترفت بورصة بولسا المكسيكية لشركة غولدمان ساكس وشركة أخرى بالعمل في تلك السوق. هددت الأزمة الاقتصادية في المكسيك أزمة البيزو المكسيكي عام 1994 بمحو قيمة سندات المكسيك التي يحتفظ بها بنك غولدمان ساكس.
في عام 1994، مول بنك غولدمان مركز روكفلر في صفقة سمحت له بالحصول على حصة ملكية  في عام 1996، وباع مركز روكفلر إلى تيشمان شباير في عام 2000. في أبريل 1996، كان غولدمان هو الضامن الرئيسي لـ ياهو! الاكتتاب. في عام 1998، كان المدير المشارك في الاكتتاب العام الأولي لشركة إن تي تي دوكومو الذي يبلغ 2 تريليون ين ياباني. في عام 1999، استحوذت شركة غولدمان على شركة شركة هال للتجارة مقابل 531 مليون دولار. بعد عقود من الجدل بين الشركاء، أصبحت الشركة شركة عامة من خلال طرح عام أولي إطلاق سوق الأوراق المالية في مايو 1999. باع بنك جولدمان 12.6٪ من الشركة للجمهور، وبعد الاكتتاب العام، كان 48.3٪ من الشركة مملوكًا من قبل 221 شريكًا سابقًا، و 21.2٪ من الشركة مملوكة لموظفين غير شركاء، والباقي 17.9٪ مملوك بواسطة شركاء غولدمان المتقاعدون واثنان من المستثمرين منذ فترة طويلة، سوميتومو بنك ليمتد. وأسن، الذراع الاستثماري لمدارس كاميهاميها. تم تسعير الأسهم بسعر 53 دولارًا لكل سهم. بعد الاكتتاب العام، أصبح هنري بولسون رئيس مجلس الإدارة والرئيس التنفيذي خلفًا لجون كورزين.

### القرن ال الواحد والعشرين
في سبتمبر 2000، اشترت غولدمان ساكس شركة سبير وليدز وكيلوغ، وهي واحدة من أكبر الشركات المتخصصة في بورصة نيويورك، مقابل 6.3 مليار دولار. في كانون الثاني (يناير) 2000، كان غولدمان، إلى جانب بنك ليمان براذرز، المدير الرئيسي لأول عرض سندات عبر الإنترنت للبنك الدولي. في مارس 2003، حصلت الشركة على حصة 45٪ في مشروع مشترك مع بنك الاستثمار الأسترالي جي بي وير. في أبريل 2003، استحوذت شركة غولدمان على شركة أيكو إل.بي، وهي خدمة استشارات مالية مقابل رسوم. في كانون الأول (ديسمبر) 2005، بعد أربع سنوات من تقريرها عن اقتصادات «بريك» الناشئة (البرازيل وروسيا والهند والصين)، أطلقت جولدمان ساكس قائمة البلدان «الأحد عشر التالية» ، باستخدام استقرار الاقتصاد الكلي والنضج السياسي والانفتاح سياسات التجارة والاستثمار وجودة التعليم كمعايير: بنغلاديش ومصر وإندونيسيا وإيران والمكسيك ونيجيريا وباكستان والفلبين وتركيا وكوريا الجنوبية وفيتنام.
في مايو 2006، ترك بولسون الشركة للعمل كوزير للخزانة الأمريكية، وتمت ترقية لويد بلانكفين إلى رئيس مجلس الإدارة والرئيس التنفيذيّ. في يناير 2007، استحوذت غولدمان، جنبًا إلى جنب مع كنوست الاتصالات العالميَّة، على إيليانس أتلانتس، الشركة التي تتمتع بحقوق البث لامتياز CSI.
في 10 سبتمبر 2018، استحوذت شركة غولدمان ساكس على شركة شركة بويد مقابل استحواذ بقيمة 3 مليارات دولار.
في 16 مايو 2019، استحوذت شركة غولدمان ساكس على شركة يونايتد كابيتال للاستشارات الماليَّة، إل إل سي مقابل 750 مليون دولار نقدًا.
سيعتمد غولدمان ساكس، من بين آخرين، على كور كارد، وهو برنامج لإدارة البطاقات مملوك لشركة فينتش، شركة الأنظمة الذكيَّة.

### أزمة الرهن العقاري: 2007-2008
خلال أزمة الرهن العقاري في عام 2007، استفاد بنك غولدمان من الانهيار في سندات الرهن العقاريّ عالية المخاطر في صيف 2007 من خلال البيع مكشوف للأوراق المالية المدعومة بالرهن العقاري. يُنسب إلى اثنين من المتداولين في جولدمان، مايكل سوينسون وجوش بيرنباوم، المسؤوليَّة عن الأرباح الكبيرة للشركة خلال الأزمة. حقق الزوجان، وهما عضوان في مجموعة المنتجات المهيكلة التابعة لغولدمان في مدينة نيويورك، ربحًا قدره 4 مليارات دولار من خلال «الرهان» على انهيار سوق الرهن العقاريّ والبيع على المكشوف للأوراق المالية المتعلقة بالرهن العقاريّ. بحلول صيف 2007، أقنعوا الزملاء برؤية وجهة نظرهم وأقنعوا المديرين التنفيذيين لإدارة المخاطر المتشككين. تجنبت الشركة في البداية عمليات تخفيض قيمة القروض العقارية عالية المخاطر وحققت أرباحًا صافية بسبب الخسائر الكبيرة في القروض المورقة غير الأساسيَّة التي تم تعويضها بمكاسب من مراكز الرهن العقاريّ القصيرة. تم التشكيك في جدوى الشركة لاحقًا مع اشتداد الأزمة في سبتمبر 2008.
في 15 أكتوبر 2007، عندما بدأت الأزمة في الانهيار، كتب ألان سلون، كبير المحررين في مجلة فورتشن:
لذلك دعونا نختصر هذه القصة الكلية إلى المستوى البشري. تعرف على GSAMP Trust 2006-S3، وهو انخفاض قدره 494 مليون دولار في مجموعة الرهن العقاريّ غير المرغوب فيه، وهو جزء من أكثر من نصف تريليون دُولار من الأوراق الماليَّة المدعومة بالرهن العقاريّ الصادرة العام الماضي. لقد وجدنا هذه المشكلة من خلال مطالبة خبراء الرهن العقاري باختيار أسوأ صفقة يعرفون أنها قد طرحتها شركة من الدرجة الأولى - وهذه الصفقة سيئة للغاية. تم بيعها من قبل غولدمان ساكس - GSAMP في الأصل تمثل منتجات الرهن العقاري البديلة لـ غولدمان ساكس ولكنها الآن أصبحت اسمًا بحد ذاته، مثل أيه تي آند تي وثري إم.

هذه القضية، المدعومة بقروض الرهن العقاريّ الثانية شديدة الخطورة، تحتوي على جميع العناصر التي سهلت فقاعة الإسكان والانّهيار. لقد جعل المُضاربين يبحثون عن مكاسب سريعة في أسواق الإسكان الساخنة؛ لقد حصلت على قروض يبدو أنها قُدمت بتحليل ضئيل أو معدوم من قبل المقرضين؛ وأخيرًا، حصلت على وول ستريت، التي أنتجت «منتج» الرهن العقاري لأن المشترين أرادوا ذلك. كما يقولون في الشارع، «عندما يصيح البط، أطعمه».
في 21 سبتمبر 2008، أكد كل من غولدمان ساكس ومورغان ستانلي، وهما آخر بنكين استثماريين كبيرين في الولايات المتَّحدة، أنهما سيصبحان شركتين تقليديتين قابلتين للبنوك. أنهت موافقة مجلس الاحتياطي الفيدرالي على محاولتهم لتصبح بنوكًا نموذج الأعمال الخاص بشركة أوراق ماليَّة مستقلة، بعد 75 عامًا من فصل الكونجرس لهم عن المقرضين الذين يأخذون الودائع، وتوج أسابيع من الفوضى التي أدت إلى إفلاس بنك ليمان براذرز وأدت إلى البيع المتسارع له. من ميريل لينش إلى بنك أوف أمريكا كورب. في 23 سبتمبر 2008، وافقت شركة بيركشاير هاثاواي على شراء 5 مليارات دولار من الأسهم المفضلة لبنك غولدمان، كما تلقت أوامر شراء 5 مليارات دُولار أخرى من الأسهم العاديَّة لبنك جولدمان في غضون خمس سنوات. كما جمعت الشركة 5 مليارات دولار من خلال طرح عام للأسهم بقيمة 123 دولارًا للسهم الواحد. كما تلقى غولدمان أيضًا استثمارًا في الأسهم المُمتازة بقيمة 10 مليارات دولار من وزارة الخزانة الأمريكيَّة في أكتوبر 2008، كجزء من برنامج إغاثة الأصول المتعثرة (TARP).
شكك أندرو كومو، المدعي العام لنيويورك آنذاك، في قرار غولدمان بدفع مكافأة 953 موظفًا لا تقل عن مليون دولار لكل منها بعد أن تلقت أموال برنامج تارب في عام 2008. ومع ذلك، في نفس الفترة، اختار الرئيس التنفيذي لويد بلانكفين وستة من كبار التنفيذيين الآخرين التخلي عن المكافآت، قائلين إنهم يعتقدون أن هذا هو الشيء الصحيح الذي ينبغي عمله، في ضوء «حقيقة أننا جزء من صناعة مرتبطة بشكل مباشر بالحركة المستمرة. ضائقة اقتصاديَّة». ووصف كومو هذه الخطوة بأنها «مناسبة وحكيمة»، وحث المديرون التنفيذيون في البنوك الأخرى على اتباع نهج الشركة ورفض دفع المكافآت. في يونيو 2009، سدد بنك غولدمان ساكس استثمار خزانة الولايات المتحدة في برنامج TARP، بفائدة 23٪ (على شكل 318 مليون دولار في مدفوعات الأرباح المفضلة و 1.418 مليار دولار في استرداد الضمانات). في 18 مارس 2011، حصل غولدمان ساكس على موافقة بنك الاحتياطي الفيدرالي لإعادة شراء أسهم بيركشاير المفضلة في غولدمان. في ديسمبر 2009، أعلن بنك غولدمان ساكس أن كبار المديرين التنفيذيين الثلاثين سيحصلون على مكافآت نهاية العام في الأسهم المُقيدة التي لا يمكنهم بيعها لمدة خمس سنوات، مع أحكام استرداد الأموال.
خلال الأزمة الماليَّة لعام 2008، قدم الاحتياطي الفيدرالي عددًا من تسهيلات الائتمان والسيولة قصيرة الأجل للمساعدة في استقرار الأسواق. قدمت بعض المعاملات بموجب هذه التسهيلات السيولة للمؤسسات التي كان من الممكن أن يؤدي فشلها الفوضوي إلى الضغط بشدة على النظام الماليّ الهش بالفعل. كان غولدمان ساكس واحدًا من أكبر مستخدمي تسهيلات القروض هذه، حيث حصل على العديد من القروض بين 18 مارس 2008 و 22 أبريل 2009. التسهيل الائتماني للوكيل الأساسي (PDCF)، وهو أول تسهيل بنك الاحتياطيّ الفيدراليّ على الإطلاق يقدم قروضًا لليلة واحدة للبنوك الاستثماريَّة، أقرض بنك غولدمان ساكس ما مجموعه 589 مليار دولار مقابل ضمانات مثل أدوات سوق الشركات والأوراق المالية المدعومة بالرهن العقاري. مرفق إقراض الأوراق المالية لأجل (TSLF)، الذي يسمح للمتعاملين الأساسيين باقتراض سندات الخزينة السائلة لمدة شهر واحد مقابل ضمانات أقل سيولة، أقرض بنك جولدمان ساكس ما مجموعه 193 مليار دولار. بلغ إجمالي قروض بنك غولدمان ساكس 782 مليار دولار في مئات المعاملات المُتجدّدة خلال هذه الأشهر. تم سداد القروض بالكامل وفقًا لشروط التسهيلات.
وفقًا لاستطلاع مُثمن أصول العلامة التجاريَّة لعام 2009 الذي تم إجراؤه على 17000 شخص في جميع أنحاء البلاد، فقد تضررت سمعة الشركة في عامي 2008 و 2009، وتم احترام منافس مورغان ستانلي أكثر من غولدمان ساكس، وهو انعكاس للمشاعر في عام 2006. رفض غولدمان التعليق على النتائج. في عام 2011، تولى جولدمان السيطرة الكاملة على جي بي وير في صفقة شراء بقيمة مليار دولار.

### ألفا العالمية
وفقًا لصحيفة وول ستريت جورنال، في سبتمبر 2011، أعلن بنك غولدمان ساكس أنه سيغلق أكبر صندوق تحوط له  - صندوق ألفا العالمي إل بي - والذي كان موجودًا تحت إدارة إدارة الأصول غولدمان ساكس (GSAM). جلوبال ألفا، التي تم إنشاؤها في منتصف التسعينيات بمبلغ 10 ملايين دولار،  كانت ذات يوم "واحدة من أكبر وأفضل صناديق التحوط أداءً في العالم" مع أكثر من 12 مليار دولار من الأصول الخاضعة للإدارة (AUM) في ذروتها في عام 2007. جلوبال ألفا، التي استخدمت نماذج مدفوعة بالكمبيوتر للاستثمار،  أصبحت معروفة بالتداول عالي التردد وعززت مسيرة المحللين الكميين - "الكمون" - مثل كليف أسنس ومارك كارهارت، الذين كانوا الآباء المؤسسين للصندوق الكمي وطور النماذج الإحصائية التي قادت التداول. وصفت صحيفة وول ستريت جورنال أسنس وكارهارت كمديرين لـ ألفا العالميَّة، وهو "صندوق تحوط كبير وسري" - "كاديلاك لأسطول من الاستثمارات البديلة" التي حققت الملايين لـ غولدمان ساكس بحلول عام 2006. بحلول منتصف عام 2008، انخفض الصندوق الكمي إلى 2.5 مليار دولار، وبحلول يونيو 2011، كان أقل من 1.7 مليار دولار، وبحلول سبتمبر 2011، بعد تكبده خسائر في ذلك العام، كان لديه "حوالي مليار دولار من الأصول المُدارة.

### 2013-2020
في سبتمبر 2013، أعلنت غولدمان ساكس لإدارة الأصول أنها دخلت في اتفاقيَّة مع دويتشه لإدارة الأصول والثروات للاستحواذ على أعمالها ذات القيمة الثابتة، بإجمالي أصول تحت إشراف 21.6 مليار دولار اعتبارًا من 30 يونيو 2013.
في أبريل 2013، جنبًا إلى جنب مع دويتشه بنك، قاد غولدمان عرض سندات بقيمة 17 مليار دولار من قبل شركة أبل، وهي أكبر صفقة سندات مؤسسيَّة في التاريخ  وأول صفقة لشركة أبل منذ عام 1996. أدار غولدمان ساكس كل من عروض السندات السابقة لشركة أبل في التسعينيات. كان غولدمان ساكس الضامن الرئيسيّ للطرح العام الأولي على تويتر في عام 2013. في ذلك الوقت، كان منصب غولدمان بصفته الضامن الرئيسيّ لتويتر يعتبر «أحد أكبر الجوائز التقنية حولها». كسبت غولدمان ما يقرب من 22.8 مليون دولار من الرسوم من الاكتتاب العام على تويتر؛ ومع ذلك، قال كبير الاقتصاديين والاستراتيجيين في زيد تي ويلز، «كون جولدمان هو الاسم الأول في S-1 لا علاقة له بالرسوم. هذا يتعلق بإعادة توازن غولدمان لنفسه كقائد جاد والتنافس مع مركز مورغان ستانلي المهيمن في التكنولوجيا.» في عام 2013، قامت شركة جولدمان بالاكتتاب في عرض سندات جراند باركواي سيستم البالغة 2.913 مليار دُولار أمريكيّ لمنطقة هيوستن، تكساس، وهي واحدة من أسرع المناطق نموًا في الولايات المتَّحدة. سيتم سداد السند من حصيلة الإيرادات. في يونيو 2013، اشترت غولدمان ساكس محفظة قروض من مجموعة صن كورب ومقرها بريسبان، وهي واحدة من أكبر البنوك وشركات التأمين في أستراليا. تم شراء محفظة قروض بقيمة 1.6 مليار دولار أسترالي بمبلغ 960 مليون دُولار أسترالي. .
في أغسطس 2015، وافق غولدمان ساكس على الاستحواذ على منصة الإيداع عبر الإنترنت التابعة لشركة جنرال إلكتريك. جي إي كابيتال بنك. لم يتم الكشف عن شروط الصفقة، لكن الشراء يشمل 8 مليارات دولار أمريكي من الودائع عبر الإنترنت و 8 مليارات دُولار أمريكيّ أخرى من شهادات الإيداع التي تمت بوساطة. تسمح عملية الشراء لـ غولدمان ساكس بالوصول إلى مجموعة مستقرة وغير مكلفة من مصادر التمويل.
في أبريل 2016، أطلق غولدمان ساكس بنكًا مباشرًا، جي إس بنك. في أكتوبر 2016، بدأ بنك بنك غولدمان ساكس الولايات المتَّحدة الأمريكيَّة تقديم قروض شخصيَّة بدون رسوم تحت العلامة التجاريَّة ماركوس من قبل غولدمان ساكس. في مارس 2016، وافق غولدمان ساكس على الاستحواذ على شركة التكنولوجيا المالية الناشئة هونيست دولار، وهي أداة مدخرات تقاعد رقمية أسسها رجل الأعمال الأمريكيّ ويرلي، وركزت على مساعدة موظفي الشركات الصغيرة والعاملين لحسابهم الخاص في الحصول على خطط تقاعد ميسورة التكلفة. لم يتم الكشف عن شروط الصفقة. في مايو 2017، اشترت غولدمان ساكس 2.8 مليار دولار من سندات PDVSA 2022 من البنك المركزي الفنزويلي خلال الاحتجاجات الفنزويلية 2017.
في أبريل 2018، اشترت غولدمان ساكس شركة كلارتي موني، وهي شركة تمويل شخصيَّة ناشئة، لتضاف إلى قائمة ماركوس من قبل غولدمان ساكس. من المتوقع أن يضيف هذا الاستحواذ أكثر من مليون عميل إلى أعمال ماركوس.
في أغسطس 2019، انضم غولدمان ساكس إلى ويلز فارغو ونفيديا ونيكزس فينتشر بارتنرز للاستثمار في H2O.أيه أي. بموجب شروط الصفقة، سينضم جيد ماندل من بنك جولدمان ساكس إلى مجلس H2O.أيه أي.
في فبراير 2020، جمعت غولدمان ساكس، جنبًا إلى جنب مع أكويلينو وورلد إنوفيشن لآب، 51 مليون دُولار للاستثمار في أونقورك، وهي شركة برمجيات مقرها نيويورك، لتسريع التوسع العالمي والانتقال إلى صناعات جديدة تتجاوز التأمين والخدمات المالية.
في يونيو 2020، قدم غولدمان ساكس محرفًا جديدًا للشركة، غولدمان سانس، وجعله متاحًا مجانًا. بعد أن اكتشف مستخدمو الإنترنت أن شروط الترخيص تحظر الاستخفاف بغولدمان ساكس، تعرض البنك للسخرية والاستخفاف كثيرًا بخطه الخاص، حتى قام في النهاية بتغيير الترخيص إلى ترخيص إس آي إل فتح خط القياسي.
في يوليو/ تموز 2020، وافق بنك غولدمان ساكس على تسوية بقيمة 3.9 مليار دُولار في ماليزيا بتهم جنائية تتعلق بفضيحة وان إم دي بي. بالنسبة للتهم الموجهة لنفس القضية في دول أخرى، وافق غولدمان ساكس في أكتوبر من نفس العام على دفع أكثر من 2.9 مليار دُولار، مع دفع أكثر من 2 مليار دُولار للغرامات المفروضة في الولايات المتَّحدة.

## العمليات الحاليَّة
تضم الشركة 4 وحدات أعمال على النحو التالي:

### الخدمات المصرفيَّة الإستثماريَّة
في عام 2015، شكلت الخدمات المصرفيَّة الاستثماريَّة 21٪ من إجمالي إيرادات الشركة.
تشمل الخدمات المصرفيَّة الاستثماريَّة الاستشارات الماليَّة (عمليات الدمج والاستحواذ، والاستثمارات، وأنشطة الدفاع عن الشركات، وإعادة الهيكلة، والفوائد العرضية) والاكتتاب (زيادة رأس المال، والعروض العامة، والتوظيف الخاص لأسهم وأدوات الدين).
غولدمان ساكس هي واحدة من الشركات الاستشاريَّة الرائدة في مجال الاندماج والاستحواذ، وغالبًا ما تتصدر جداول تصنيف طومسون المالية في أحجام المعاملات. اكتسبت الشركة سمعة باعتبارها فارسًا أبيض في قطاع الاندماج والاستحواذ من خلال تقديم المشورة للعملاء حول كيفية تجنب عمليات الاستحواذ العدائيَّة غير الودية. خلال الثمانينيَّات، كان بنك غولدمان ساكس البنك الاستثماريّ الرئيسيّ الوحيد الذي يتبع سياسة صارمة ضد المساعدة في بدء عملية استحواذ عدائية، مما أدى إلى زيادة سمعة الشركة بشكل كبير بين فرق الإدارة في ذلك الوقت.

### الأسواق العالميَّة
في عام 2017، شكلت الأسواق العالمية 37٪ من الإيرادات. ينقسم هذا القطاع إلى أربعة أقسام ويشمل الدخل الثابت (تداول أسعار الفائدة ومنتجات الائتمان، والأوراق المالية المدعومة بالرهن العقاري، والأوراق المالية المرتبطة بالتأمين والمنتجات المهيكلة والمشتقة)، والعملات والسلع (تداول العملات والسلع)، والأسهم (تداول الأسهم، ومشتقات الأسهم، والمنتجات المهيكلة، والخيارات، والعقود الآجلة)، والاستثمارات الرئيسية (الاستثمارات والصناديق المصرفية التجارية). يتكون هذا القطاع من الإيرادات والأرباح المكتسبة من أنشطة تداول البنك، نيابة عن عملائه (المعروفة باسم تداول التدفق) وحسابه الخاص (المعروف باسم تداول الملكية).

### إدارة الأصول
في عام 2015، شكّلت إدارة الأصول 18٪ من إجمالي إيرادات الشركة.
يقدّم قسم إدارة الأصول الاستشارات الاستثماريَّة وخدمات التخطيط المالي ويُقدّم مُنتجات استثمارية (بشكل أساسي من خلال الحسابات المدارة بشكل منفصل والمركبات المختلطة) عبر جميع فئات الأصول الرئيسيَّة لمجموعة متنوعة من المؤسسات والأفراد في جميع أنحاء العالم. يقدم القسم خدمات المقاصة والتمويل والحفظ وإقراض الأوراق المالية وتقديم التقارير للعملاء المؤسّسيين، بما في ذلك صناديق التحوط وصناديق الاستثمار المُشتركة وصناديق التقاعد. يولد القسم الإيرادات بشكل أساسي على شكل فروق أسعار، أو رسوم الإدارة والمعاملات.

#### غولدمان ساكس كابيتال بارتنرز
بنك غولدمان ساكس كابيتال بارتنرز هو ذراع الأسهم الخاصة لبنك جولدمان ساكس الذي يستثمر نيابة عن العملاء المؤسسيين. لقد استثمرت أكثر من 17 مليار دولار في 20 عامًا من 1986 إلى 2006. أحد أبرز الصناديق هو صندوق جي إس كابيتال بارتنرز VI، الذي جمع أكثر من 8.5 مليار دولار للاستثمار. في 23 أبريل 2007، أغلق بنك غولدمان الاستثمار الجديد في جي إس كابيتال بارتنرز 6 برأس مال ملتزم قيمته 20 مليار دُولار، بما في ذلك 11 مليار دولار من المؤسسات المؤهلة وعملاء أصحاب الثروات العاليَّة و 9 مليارات دولار من غولدمان ساكس وموظفيه. في عام 2016، أعلنت الشركة أنها ستجمع ما يصل إلى 8 مليارات دُولار لصندوق جديد يركز على عمليات شراء الشركات، وهو أول صندوق جديد لها منذ الأزمة المالية 2007–2008.

### المستهلك وإدارة الثروات
تشمل إدارة المستهلك والثروة الرسوم الإداريَّة والرسوم الأخرى، ورسوم الحوافز، والنتائج من أنشطة تلقي الودائع المتعلقة بأعمال إدارة ثروات الشركة. ويتضمن أيضًا نتائج تقديم القروض من خلال البنك الخاص للشركة، وتقديم قروض غير مضمونة وقبول الودائع من خلال المنصة الرقميَّة للشركة، ماركوس من قبل غولدمان ساكس، وتقديم بطاقات الائتمان. تشرف إدارة المستهلك والثروة على الإدارة الماليَّة الشخصيَّة في غولدمان ساكس والثروة الخاصة، وآيكو، وغولدمان ساكس.

## الأعمال الخيرية
وفقًا لموقعها على الإنترنت، خصصت غولدمان ساكس أكثر من 1.6 مليار دُولار للمبادرات الخيريَّة منذ عام 2008. تقرير غولدمان ساكس عن أدائها البيئي والاجتماعي في تقرير سنوي حول المسؤولية الاجتماعيَّة للشركات يتبع بروتوكول المبادرة العالمية للتقارير.
تقدم الشركة صندوق تبرع مانح (DAF) يسمى غولدمان ساكس يُعطي الذي يتبرع للمنظمات الخيرية بمطابقة تبرع للموظفين تصل إلى 20000 دولار. توصل تحقيق أجرته منظمة Sludge of DAFs ومجموعة كراهيَّة في 2019 إلى أن صندوق المانحين التابع لـ غولدمان ساكس لم يتم استخدامه لتمويل أي مجموعات كراهيَّة في SPLC، لكن الصندوق لم يكن لديه أي سياسة واضحة تمنع مثل هذه التبرعات.

## السياسة البيئية
في عام 2019، تعهدت الشركة بتقديم 750 مليار دولار للمشاريع الخضراء ووقف تمويل التنقيب عن النفط في القطب الشمالي وبعض المشاريع المتعلقة بالفحم.